# 爻部
爻部，為漢字索引中的部首之一，康熙字典214個部首中的第八十九個（四劃的則為第二十九個）。在傳統漢字與中文簡化字中，其都被歸為四劃部首。爻部通常是從左、中方均可為部字。且無其他部首可用者將部首歸為爻部。

## 部首單字解釋
1.交錯。見說文。
2.組成八卦的基本符號。八卦卦上的橫線：「—」為陽爻，「- -」為陰爻。每卦從下到上，共六爻。參「爻」條目。
讀音為ㄒㄧㄠˊ。

## 字形

甲骨文
金文
大篆
小篆

## 名稱
- 漢語：爻部　（拼音：yáobù　注音： ㄧㄠˊ ㄅㄨˋ）
- 日語：
- 朝鲜語：

## 字例
| 除部首外之筆劃 | 字例 -{ |
| -------------- | ------- |
| 0              | 爻      |
| 4              | 㸚      |
| 5              | 爼      |
| 7              | 爽      |
| 10             | 爾 }-   |

## 外部連結
- Unihan Database - U+723B （页面存档备份，存于）